# Месенжник Яків Захарович
Яків Захарович Месенжник (* 25 січня 1936, Томашпіль Вінницької області) — російський учений. Доктор технічних наук (1984). Професор (1990). Заслужений діяч науки Російської Федерації.

## Біографія
1939 року сім'я переїхала в Сатанів. 1941 року батько Якова добровольцем пішов на фронт і загинув у перші дні Німецько-радянської війни. Якова із сестрою Євгенією та матір'ю Розалією Яківною інтернували в нацистський концтабір (гетто) Балта Одеської області. У концтаборі хлопчик перехворів на багато хвороб і став важким дистрофіком. Узимку 1944 року він зазнав сильного загального обмороження, у 1944–1947 роках переніс три рецидиви газової гангрени ніг, внаслідок чого йому ампутували ступні. Були вражені нирки та інші життєво важливі органи. У наступні роки він переніс ще 20 операцій, а під час однієї з них — клінічну смерть. Внаслідок каліцтв, зазнаних в концтаборі, Яків Захарович став інвалідом другої групи з дитинства.
1958 року Месенжник закінчив Середньоазіатський політехнічний інститут у Ташкенті.
У 1958–1984 роках працював на інженерних і керівних посадах в Ташкентському науково-дослідному інституті кабельної промисловості, займався розробкою кабелів, що застосовуються при бурінні та експлуатації свердловин. 1967 року, після закінчення аспірантури Інституту ядерної фізики АН Узбецької РСР, захистив дисертацію і здобув учений ступінь кандидата фізико-математичних наук. 1984 року захистив докторську дисертацію «Теорія, методи комплексного розрахунку, конструювання і прогнозування працездатності кабелів для нафтогазової промисловості».
У 1974–1985 роках Месенжник завідував кафедрою електроізоляційної та кабельної техніки в Ташкентському політехнічному інституті, одночасно завідував відділом у Ташкентському науково-дослідному інституті кабельної промисловості. Проведені Яковом Захаровичем дослідження внесли відчутний вклад у розробку вітчизняних кабелів для нафтової промисловості.
Від 1985 року працює у Всесоюзному науково-дослідному інституті кабельної промисловості завідувачем лабораторії.